# 先锋音乐
先鋒音樂（英語：Avant-garde music），又稱前衛音樂，泛指當代音樂範疇中前衛的音樂，專指出現於西方20世紀起古典音樂這個總體概念中的一個分支。先鋒音樂的顯著特徵是突破傳統文化的種種清規戒律，超越約定俗成的創作原則及欣賞習慣。先鋒音樂追求音樂形式和風格上的新奇；堅持藝術超乎一切之上；從而創造超驗和神秘的聲音世界。先鋒音樂技巧上廣泛採用暗示，隱喻，象徵，聯想，意象，通感和知覺化，以挖掘人的內心的奧秘，意識的流動，讓許多看似不相干而實質上極為重要的事件交織成多層次的結構和形式。:59也有人將當代古典音樂中的實驗音樂劃分在先鋒音樂以外，前者被認為是獨立於音樂傳統。先鋒音樂因其觀念超前，形式語言追求創造性而與傳統古典音樂差異性極大，因而先鋒音樂多被認為是精神的象牙之塔，受眾面極為有限。

## 基本觀念和作品

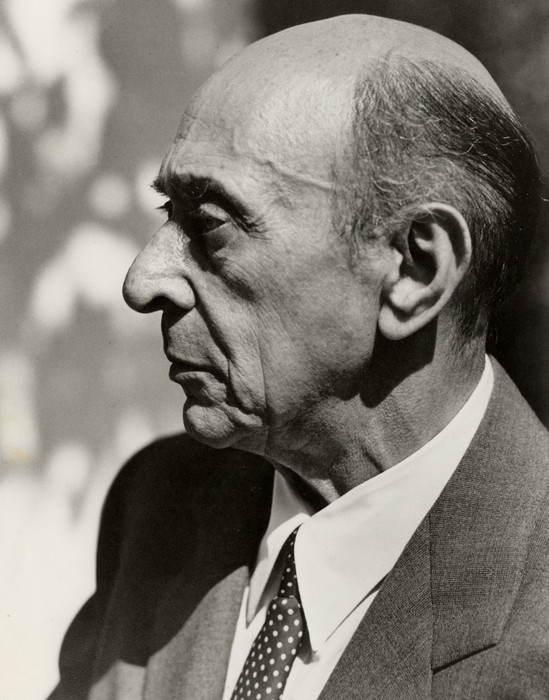
西方先鋒音樂巨擘阿諾德·勳伯格

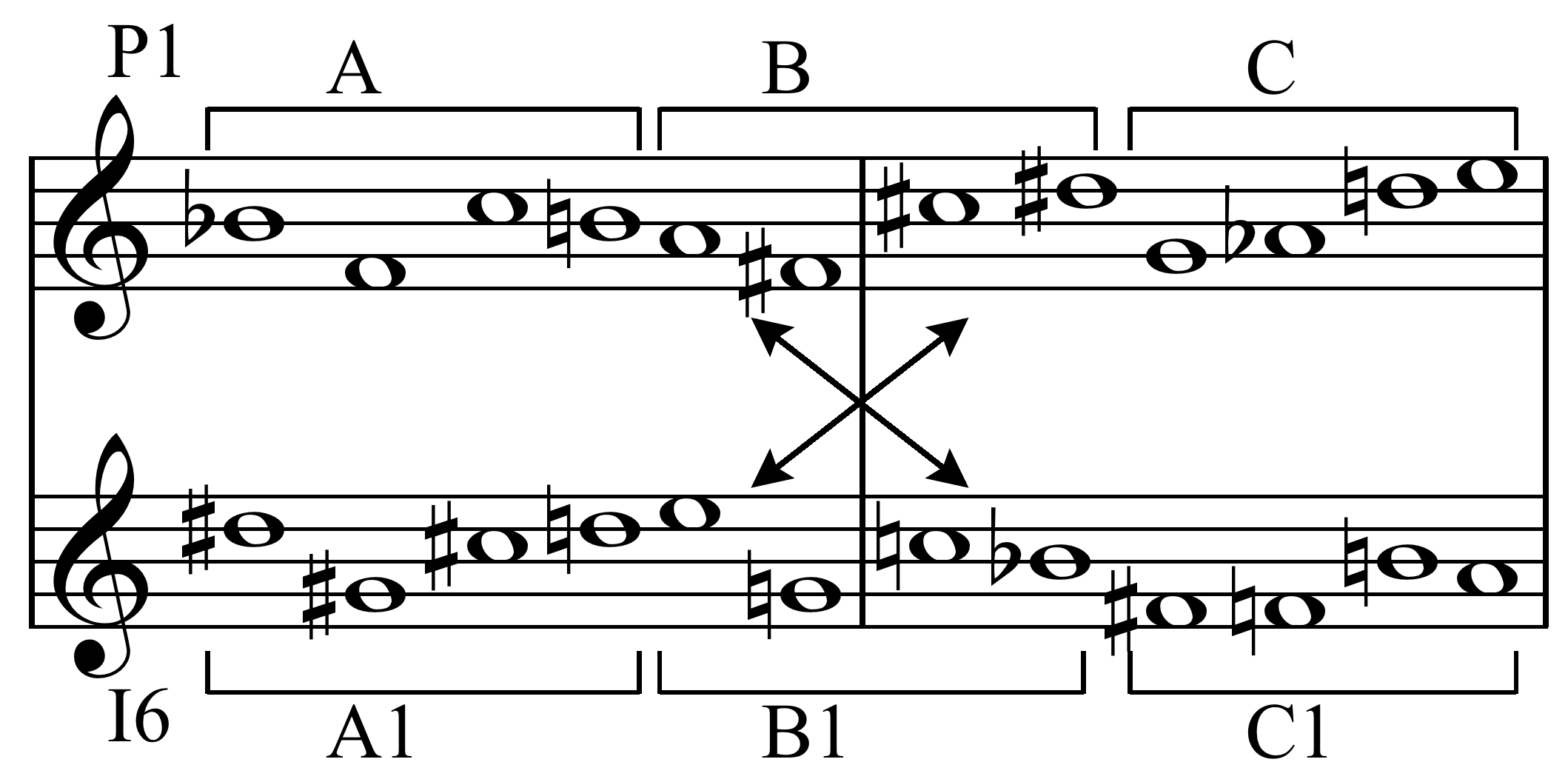
阿諾德·勳伯格《鋼琴曲第33號》曲譜

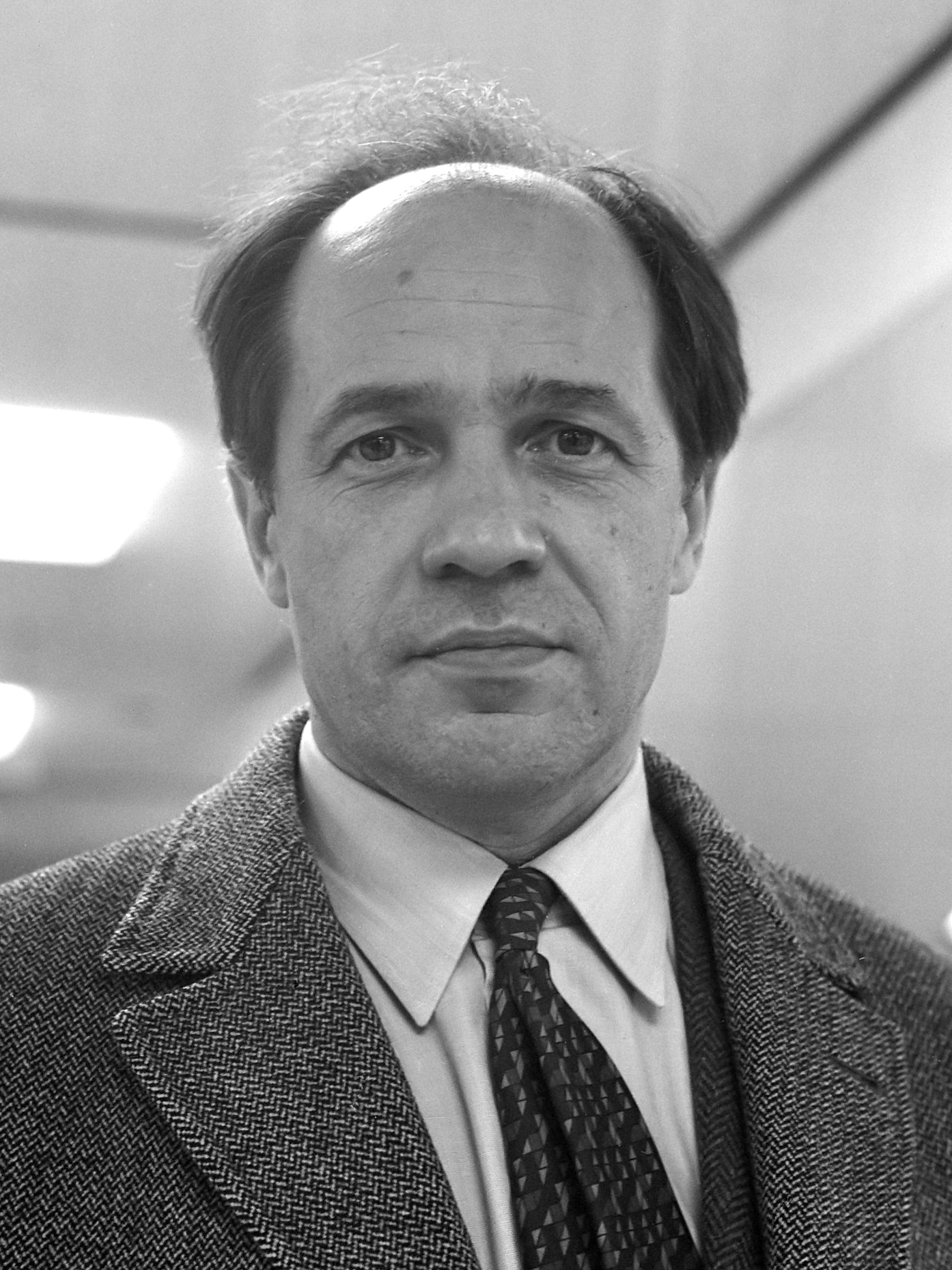
法國先鋒音樂家皮埃爾·布列茲
皮埃爾·布列茲28歲時的先鋒音樂作品《無主之錘》（1953）中所包含的数学原理示意圖。參見

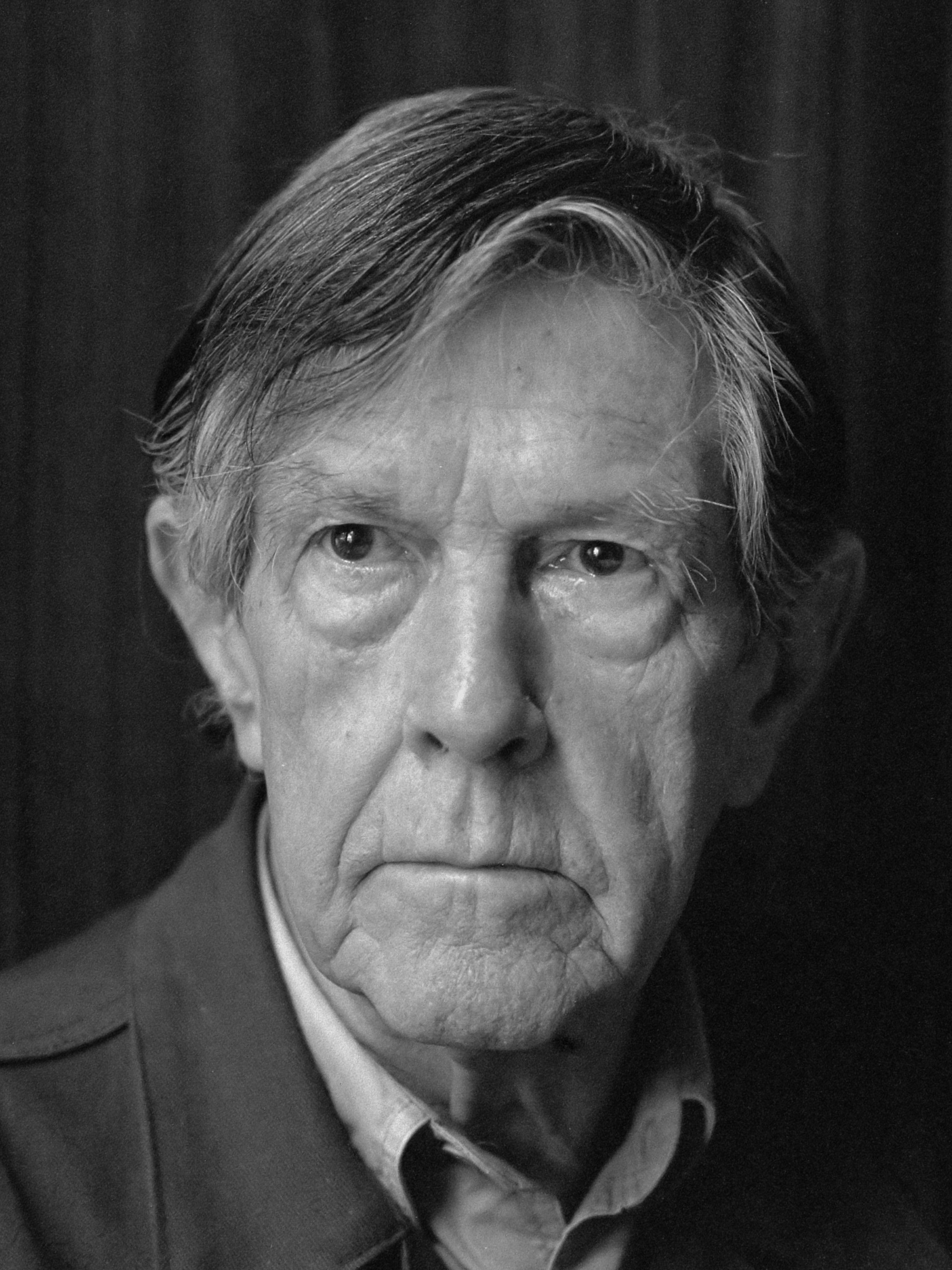
美國先鋒音樂家約翰·凱奇

|      | a       | b         | c        | d       | e       |
| ---- | ------- | --------- | -------- | ------- | ------- |
| I)   | 3 5     | 2 1 10 11 | 9 0      | 8       | 4 7 6   |
| II)  | 3 5 2 1 | 10 11     | 9        | 0 8 4   | 7 6     |
| III) | 3 5     | 2         | 1 10 11  | 9 0     | 8 4 7 6 |
| IV)  | 3       | 5 2 1     | 10 11    | 9 0 8 4 | 7 6     |
| V)   | 3 5 2   | 1 10      | 11 9 0 8 | 4 7     | 6       |

### 古典十二音技法
先鋒音樂因其不確定性和不穩定性而難以確定其邊界，先鋒音樂就是反準則的，先鋒音樂作品從它誕生以來就一直處於爭議之中。德彪西的印象主義音樂被認為是現代音樂的開端，一反瓦格納和浪漫主義音樂，代表作品有《牧神午後前奏曲》（1892－1894）。勳伯格等人創立並宣導的十二音體系問世（也叫古典十二音技法），從而打破了數百年來作為歐洲音樂基礎的調性體系。:31
先鋒音樂這個詞在第二次世界大戰後卻用來特指阿諾德·勳伯格、卡爾海因茨·施托克豪森及布列茲（Pierre Boulez，1925－2016）等人的音樂，因為這時已經形成了系統的“先鋒派觀念”和“先鋒派技巧”。布列茲在一些著作中明確地陳述了先鋒派的美學觀念，認為先鋒派必須“忘掉過去的一切而錘煉毫無先例可援的知覺力，拋棄過去留給人們的遺產去發現尚未有人夢見過的新天地。”勳伯格的《淨化之夜》、《聖詩CXXX》就是這種無主音、不基於調性的“無調性音樂”音樂的代表作品。結構主義音樂使用了擺脫傳統陳規的音樂素材，在音樂語言上繼承十二音體系，為了使半音音階中的十二個音處於同等地位，便將半音階排成一個音列，而節奏方面它還保持著某些古典特色。:119-159:103也有的研究者認為另一位奧地利作曲家約瑟夫·馬蒂亞斯·豪爾（Josef Matthias Hauer，1883－1959）於1919年發現了“十二音列的規律”，並先于勳伯格創作出了第一部十二音作品，之後他與勳伯格就十二音技法的著作權問題展開了激烈爭論。兩者部份的概念類近，但並不互相從屬，其中勳伯格的理論得到較多人認同，並在他所屬的第二維也納樂派間廣泛流傳。時至今日，十二音技法大都以勳伯格的理論為基礎。

### 序列主義與偶然音樂
“序列音樂”的特徵是以合理的方法組織音樂，提倡客觀性結構，代表作品有《速度》（斯托克豪森）、:11
《無主之錘》（布列茲）。“偶然音樂”則與序列音樂完全對立，不依任何原則，只通過一種稱做“機遇法”的手法，組織一些突發的音響，或突然的沉默，並將此作為音樂。最為奇特的作品是美國音樂家約翰·凱奇（John Milton Cage Jr.，1912－1992）的鋼琴曲《4分33秒》（1952），作曲家同時也是演奏家登臺在鋼琴前靜坐4分33秒鐘，作品即告成，他認為這樣可以充分調動聽眾無限的想像力。現代音樂的樂器和樂譜也十分多樣和奇異。鐵砧、蜂鳴器、白鐵罐，凡能發出音響的東西幾乎全被用上了。有的音樂家還將螺絲帽、橡皮等物夾入鋼琴中，來演奏出奇怪的音樂。隨著與新樂器、新演奏法有關的種種音樂現象出現，以往的樂譜就不解決問題了。於是音樂家設計出了特殊的記號記入五線譜中，還有些演奏法無法記譜，就採用圖形記譜（如美國音樂家喬治·克拉姆）。這就是變化莫測的先鋒音樂藝術現象。
約翰·凱奇晚年作品《管風琴的平方/盡可能慢》（The Organ²/ASLSP，1987），其德國哈爾伯施塔特的聖布爾夏迪大教堂（St. Burchardi Church）的演奏始於2001年，預計持續639年至2640年結束，是迄今為止進行時間最長的音樂演奏。下麵這個音頻片段，呈現了該作品在2006年1月5日發生的音符變化。

### 微複調音樂
微複調首創于利蓋蒂·捷爾吉，是一種使用密集排列的聲部以及許多相似的旋律線的作曲技法。在高度集合的聲部中實際呈現的卻是塊狀音響。而主要使用這種技法作曲的先鋒音樂即為微複調音樂。微複調音樂也是當時對於序列主義音樂的一種反叛，但又不嚴格的與之對立。正如利蓋蒂所言：
|  | 我的主要目的是建立起一種音色比旋律、和聲、節奏更為重要的藝術形式……旋律、和聲、節奏被壓縮並整齊地排列在濃厚、密集的結構中。 |

利蓋蒂在1960年6月19日首演於科隆“國際當代音樂協會”音樂節的《幻影》（Apparitions）中首次使用了微複調，之後以同年創作的《大氣層》（Atmospheres）而聞名于樂壇。同時期使用微複調寫作的還有弗里德里希·采爾哈、賈欽多·切爾西等。

### 噪音音樂
噪音音樂在新音源的拓展上走出了歷史性的一步，使人們明確了樂音（即狹義的樂器發出的聲音，如小提琴、圓號等）和自然界聲音的界限。噪音音樂發展史上曾創意的使用了諸如馬達，車床等機械來表達工業化的進程。路易吉·鲁索洛《唤醒城市》（Risveglio diunacometà，1913）開啟了噪音音樂的先聲。埃德加·瓦雷茲（Edgard Varèse）則在他的《多棱體》、《積分》裡僅用管樂和多種多樣的打擊樂器來製造各種音響效果，邁出了瓦解管弦樂團的第一步。而瓦雷茲在他的《電離》（Ionisation, 1929-1931）中則使用了39種不同的打擊樂器來表達音響效果。:三、時空裂變
噪音音樂的出現表現了作曲家們回歸自然的思想，雖然影響力不如偶然音樂與電子音樂，但也在一定程度上啟發了後續新音樂的誕生。

### 具體音樂與電子音樂
“具體音樂”是指非使用電子合成器製作出的材料所構成，而是採集自現實存在的音樂（如：火車的轟鳴，鳥鳴等）。具體音樂領域中第一部成功的作品是皮埃爾·舍費爾的《為一個人的交響曲》（Symphonie pour un homme seul, 1949）。由於拒絕使用電子合成器所以具體音樂也可以看作是電子音樂的對立面。
具體音樂作曲主要的手法是採集現實中的音樂（即作曲材料），之後將其進行兩種較為常見的處理方式（磁帶處理與電子調製）使材料變得難以識別，最後加以組合構成一部完整的曲子。儘管具體音樂作曲家中的“學院派”一直在避免使用電子音樂材料，但是也有更多的作曲家採取將具體音樂與電子音樂相結合的方式來作曲。

### 頻譜主義（光譜主義）音樂
頻譜音樂是一種研究聲音本體質地的音樂，主要根據泛音原理、頻譜圖等手段將音樂與現代科技進行融合而作曲的一種音樂。但實際上簡單的使用頻譜音樂（不同於序列主義成型的體系）來概括音樂的特點是不足的。如同提斯坦·繆哈耶在他的論文《再思》中所言：
|  | 頻譜音樂是由於我們曾經用頻譜作為探索資訊的科學工具，此後比較草率地使用了頻譜音樂這個詞。 我不相信“頻譜體系”的說法，如果我們要去瞭解一種客觀聲音的屬性，那麼，它的頻譜可以提供確定的譜系。我相信“頻譜”是一種態度的說法。 |

### 先鋒音樂與實驗音樂
先鋒音樂與實驗音樂同為挑戰傳統的音樂。然而實驗音樂被認為是完全位於傳統以外的音樂，而先鋒音樂則以探索傳統框架中的極限，並挑戰觀眾的聆賞習慣為目的。有學者指出斯特拉文斯基、德布西、理察·史特勞斯、勳伯格、韋伯恩、喬治·安塞爾的早期作品批判社會主流風尚，因此能被歸為先鋒音樂，但這並不適用於他們的晚期音樂；米爾頓·巴比特等現代主義作曲家不以挑戰觀眾為目的，也被其認為不屬先鋒音樂。而在近代以外，一些文藝復興音樂家，如若斯坎·德普雷、卡洛·傑蘇阿爾多，其作品也被認為具先鋒音樂的特質。

## 主要流派
在現代先鋒音樂，早期有法國的德布西的印象主義音樂（Impressionism Music），勳伯格為代表的“十二音音樂體系”的德國表現主義音樂（Expressionism），斯特拉文斯基為代表的“新古典主義音樂”（Neoclassicism），韋伯恩的“序列主義音樂”（Serials Music或Serialism），約翰·凱奇為代表的“噪音音樂”（Noise Music），斯托克豪森的“準時音樂”（punktuelle Musik），包括整體序列、電子音樂、“機遇音樂”（“偶然音樂”，“偶然主義音樂”）（Aleatory Music，或Chance Music），“冥想音樂”（Meditation Music），“解構主義音樂”（Deconstructive Music），“直覺音樂”（或“直觀音樂”，Intuitive Music）等等不同現代音樂流派此起彼伏。:20-36

## 先鋒音樂與意識形態
先鋒音樂研究認為，先鋒音樂意識形態極其複雜。對社會及其問題的態度和觀念多元而不確定，沒有固定不變的模式，非類型化。在不同作品中呈現互為矛盾的觀念，甚至於在同一部作品中也表現出觀念和音樂語言的衝突。有時或者，表現出不明確的觀點和寓意，讓人難以把握。音樂語言晦澀艱深，超越常規邏輯。:四、禁閉島·海洋·天空如勳伯格的《五首樂隊作品》（op.16，1909）、布列茲的《無主之鎚》（Le Marteau sans maître，1953-1954）、斯特拉文斯基的《春之祭》（The Rite of Spring, 1913）；以及路易吉·諾諾（Luigi Nono）的《偏狹的1960年》（Intolleranza 1960）、豪本斯托克·拉馬蒂的《美洲》等作品。同樣的，一方面先鋒音樂家抗拒傳統宗教的束縛，強調音樂家作為人的主體性地位；另一方面，把個人主體性上升到具有神聖性的“個人宗教”。:二、歷史逆轉與平行宇宙先鋒音樂作品常常以某種悖論邏輯呈現其觀念和形式，並且音樂語言呈現的衝突令習慣于傳統古典優雅的欣賞著迷惑不解。:二、神性迷狂如作曲家勳伯格的《月迷彼埃羅》（Pierrot Lunaire，1912）、施托克豪森《群組》（Gruppen, 1955-1957，原通常譯作“群”）、約翰·凱奇的《變化的音樂》（Music of Changes，1951），以及奧利維埃·梅西安(Olivier Messiaen)、利蓋蒂·捷爾吉（Ligeti György）、克里斯托弗·潘德列茨基（Krzysztof Penderecki）的作品中都有體現。:五、高處不勝寒
因此，先鋒音樂是矛盾體的集合。有時候先鋒派音樂被認為是疏離社會的，而不像其他藝術那樣直接表現出對世界上的戰爭、饑餓、貧困等問題的關注。但也又觀點認為先鋒音樂批評社會尤為深刻銳利。先鋒音樂的意識形態說折射出來的矛盾性，恰恰體現了音樂作為超驗性的聲音的本質，它消解了傳統經典音樂，作品由內容居於支配地位的被動格局。這無疑給傳統欣賞習慣發出了革命性的挑戰。這也正是先鋒音樂脫離傳統習慣而步入精神的象牙之塔的原因所在。 

## 重要音樂家
- 法國：德彪西、布列茲、瓦雷茲
- 奧地利：阿諾德·勳伯格、韋伯恩、阿爾班·貝爾格
- 德國：斯托克豪森、約翰內斯·弗裡奇（英语：Johannes Fritsch）
- 匈牙利：巴托克、利蓋蒂·捷爾吉
- 義大利：路易吉·鲁索洛、路易吉·諾諾、盧西亞諾·貝裡奧
- 俄國：斯克裡亞賓、斯特拉文斯基
- 美國：艾夫斯、約翰·凱奇、喬治·克拉姆（英语：George Crumb）

## 先鋒音樂著作
- [奧] 阿諾德·勳伯格：《勳伯格：風格與創意》，茅於潤譯，上海音樂出版社，2011 ISBN 978-7-80751-903-4
- [奧] 阿諾德·勳伯格：《作曲基本原理》，吳佩華譯，顧連理校，上海音樂出版社，1984 ISBN 978-7-80553-360-5
- [美] 彼德斯·漢森：《二十世紀音樂概論》（上、下），孟憲福譯，人民音樂出版社，1981，1986 書號 8026·3872
(Peters Hansen, An Introduction to Twentieth Century Music, Allyn and Bacon, Inc, Boston. 1977)
- [法] 保羅·朗多爾米：《西方音樂史》，朱少坤、周薇、王逢麟、佘熙譯，人民音樂出版社，2002 ISBN 978-7-10300-165-3
- [美] 愛德華·唐斯：《管弦樂名曲解說》（上、中、下），人民音樂出版社，1988－1992 ISBN 7-103-00500-1
- [美] 雷金納德·史密斯·布林德爾：《新音樂-1945年以來的先鋒派》，黃枕宇譯，人民音樂出版社，2004 ISBN 978-7-10302-133-0
- Karlheinz Stockhausen, Texte zur Musik, vol. 1, Cologne: Verlag M. DuMont Schauberg, 1963
- Anthology for Musical Analysis. Co-authored with William Rothstein (6th ed. on). New York, 1964; 7th ed. 2011.  ISBN 978-0-495-91607-9.
- Schoenberg, Arnold. 1959. Structural Functions of Harmony. Translated by Leonard Stein. London: Williams and Norgate; Revised edition, New York, London: W. W. Norton and Company 1969. ISBN 978-0-393-00478-6.
- Paul Hegarty, Noise/Music: A History, (London: Continuum International Publishing Group, 2007) ISBN 87-988955-0-8.
- Richard Kostelanetz, Conversing with John Cage (New York: Routledge, 2003) ISBN 0-415-93792-2.
- Larry Sitsky, Music of the Twentieth-Century Avant-Garde: A Biocritical Sourcebook (Westport, Connecticut: Greenwood Press, 2002) ISBN 0-313-29689-8.
- Paul Du Noyer (ed.), "Contemporary", in the Illustrated Encyclopedia of Music: From Rock, Pop, Jazz, Blues and Hip Hop to Classical, Folk, World and More (London: Flame Tree, 2003) ISBN 1-904041-70-1

## 另見
- 自由爵士樂
- 前衛金屬
- 前衛流行
- 前衛搖滾